# Mogielnica Nowa
Mogielnica Nowa (ukr. Нова Могильниця, Nowa Mohylnycia) – wieś na Ukrainie w rejonie tarnopolskim należącym do obwodu tarnopolskiego.
Do 2020 w rejonie trembowelskim.